# Plan lumière

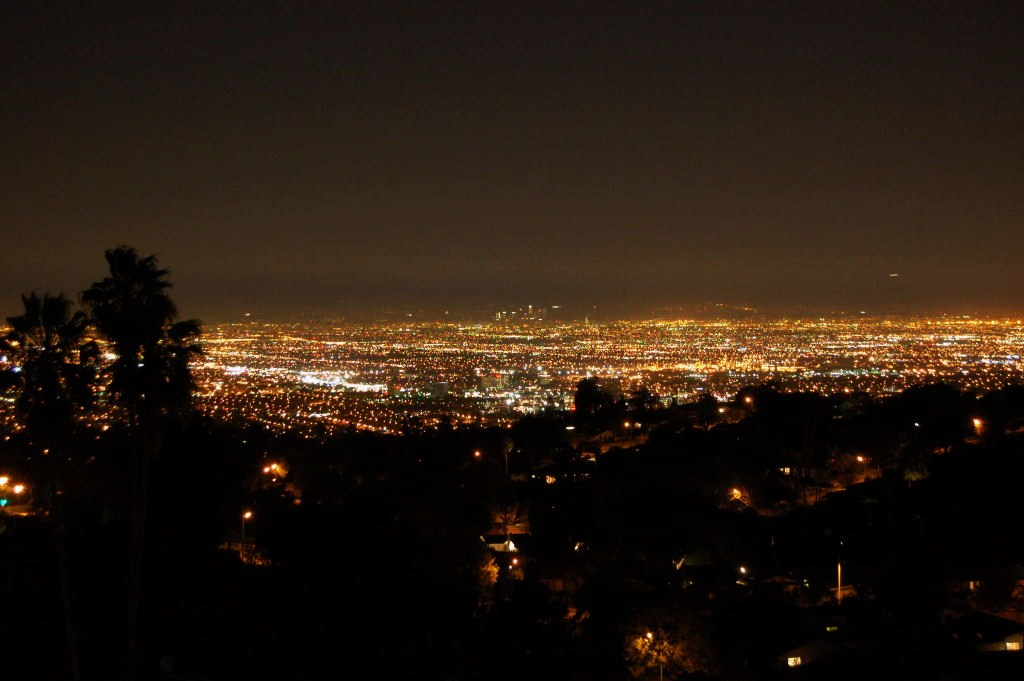
Los Angeles est connue pour son panorama en « mer de lumière », qui traduit cependant un grand gaspillage d'énergie et un impact important sur la faune nocturne. En 1994, une panne d’électricité - à la suite d'un tremblement de terre - a soudainement fait réapparaître les étoiles ; plusieurs dizaines de gens ont appelé l’observatoire local, inquiets par la présence de « lumières » dans le ciel.

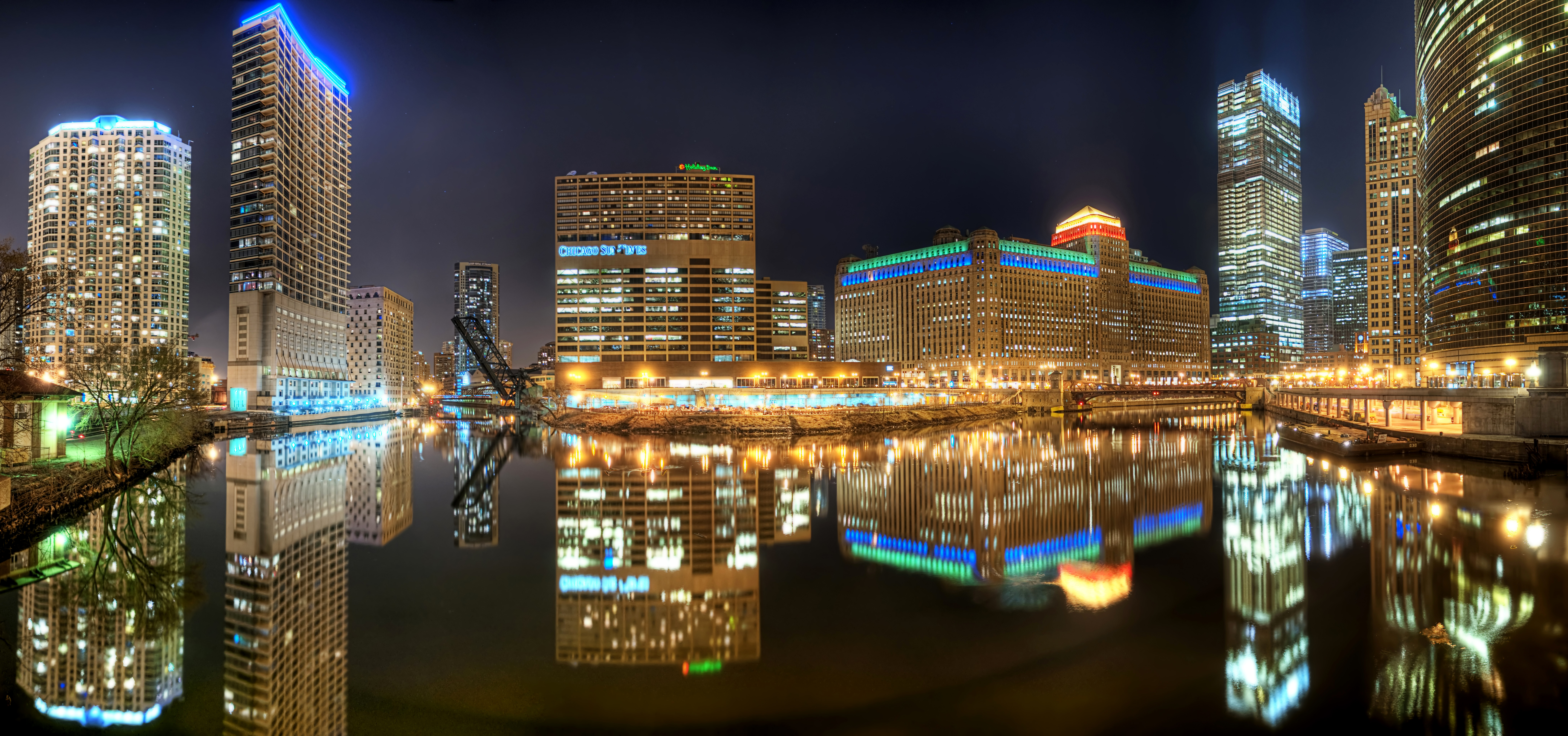
Le quartier de Wolf Point depuis le pont de Lake Street, à Chicago.

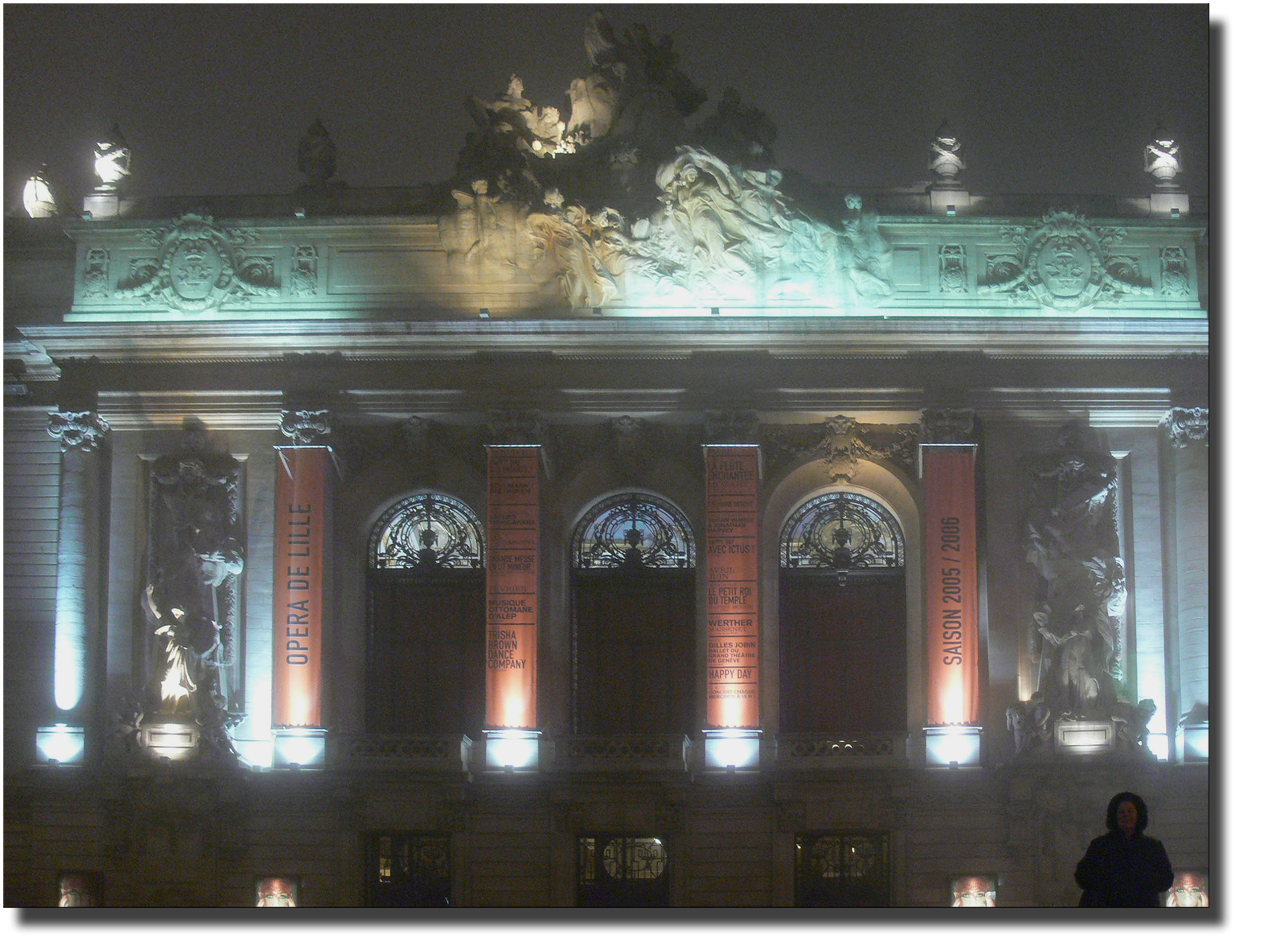
L’opéra de Lille, de nuit.

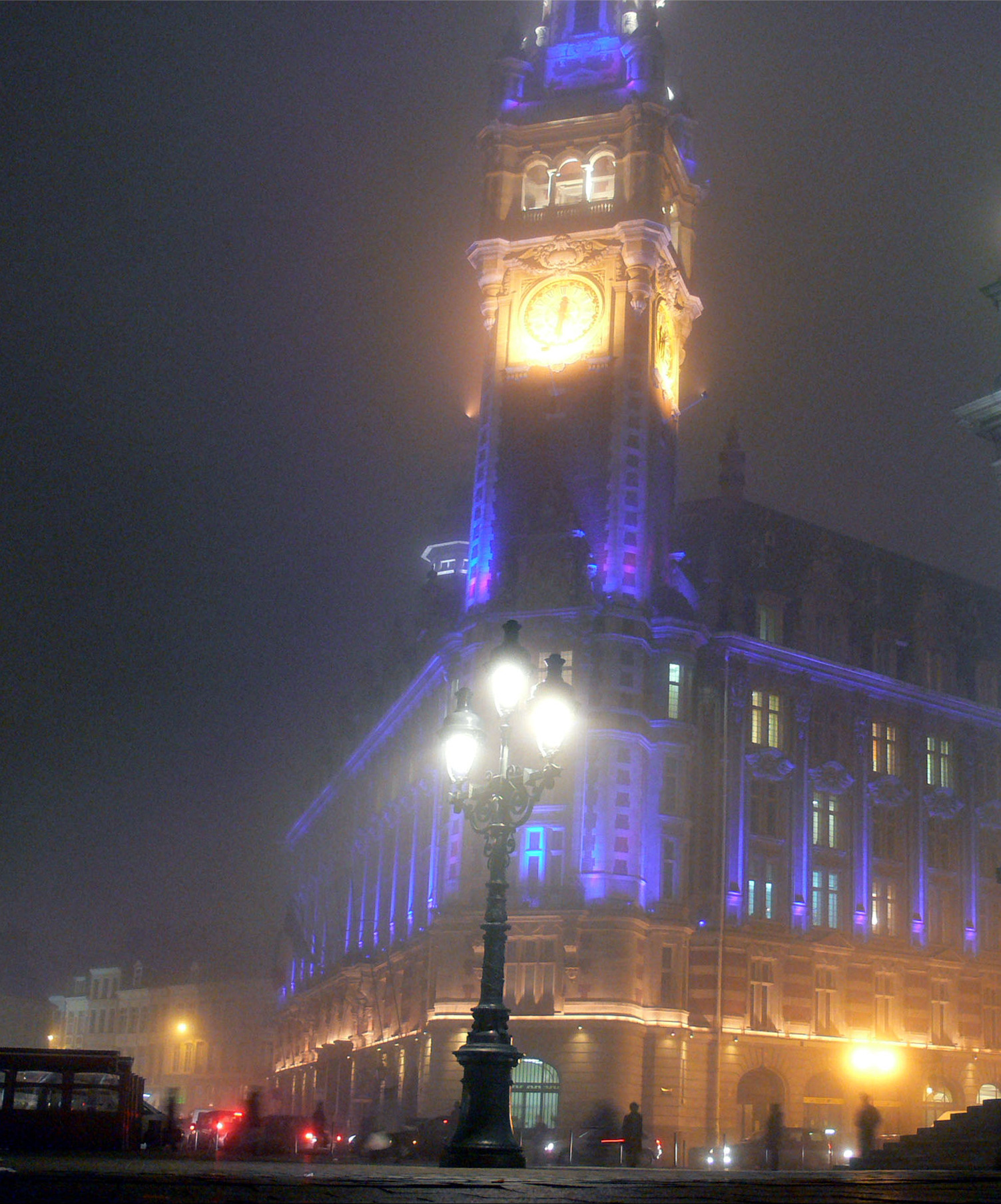
Le beffroi de la CCI de Lille, de nuit.

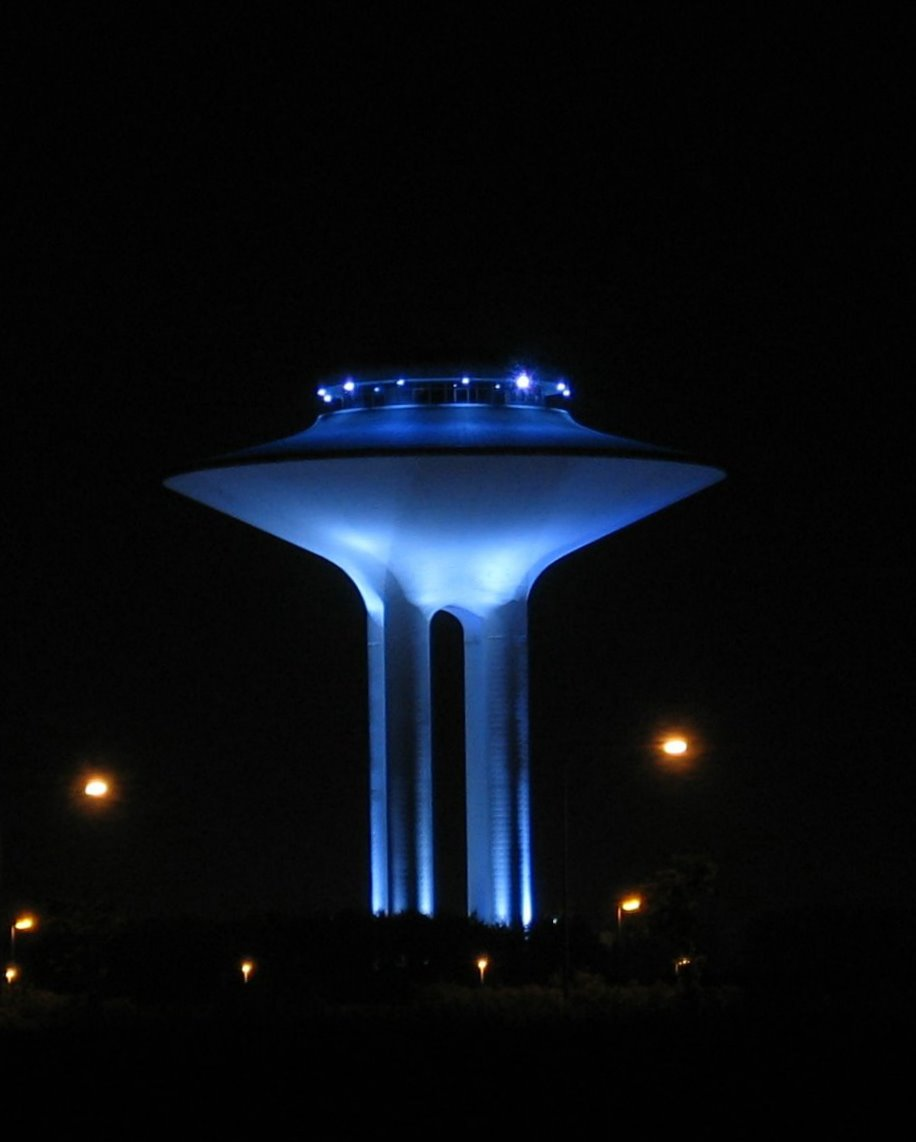
Un bon Plan lumière vise à économiser l'énergie et à limiter les impacts environnementaux de l'éclairage, tout en répondant aux besoins de vision et de sécurité.

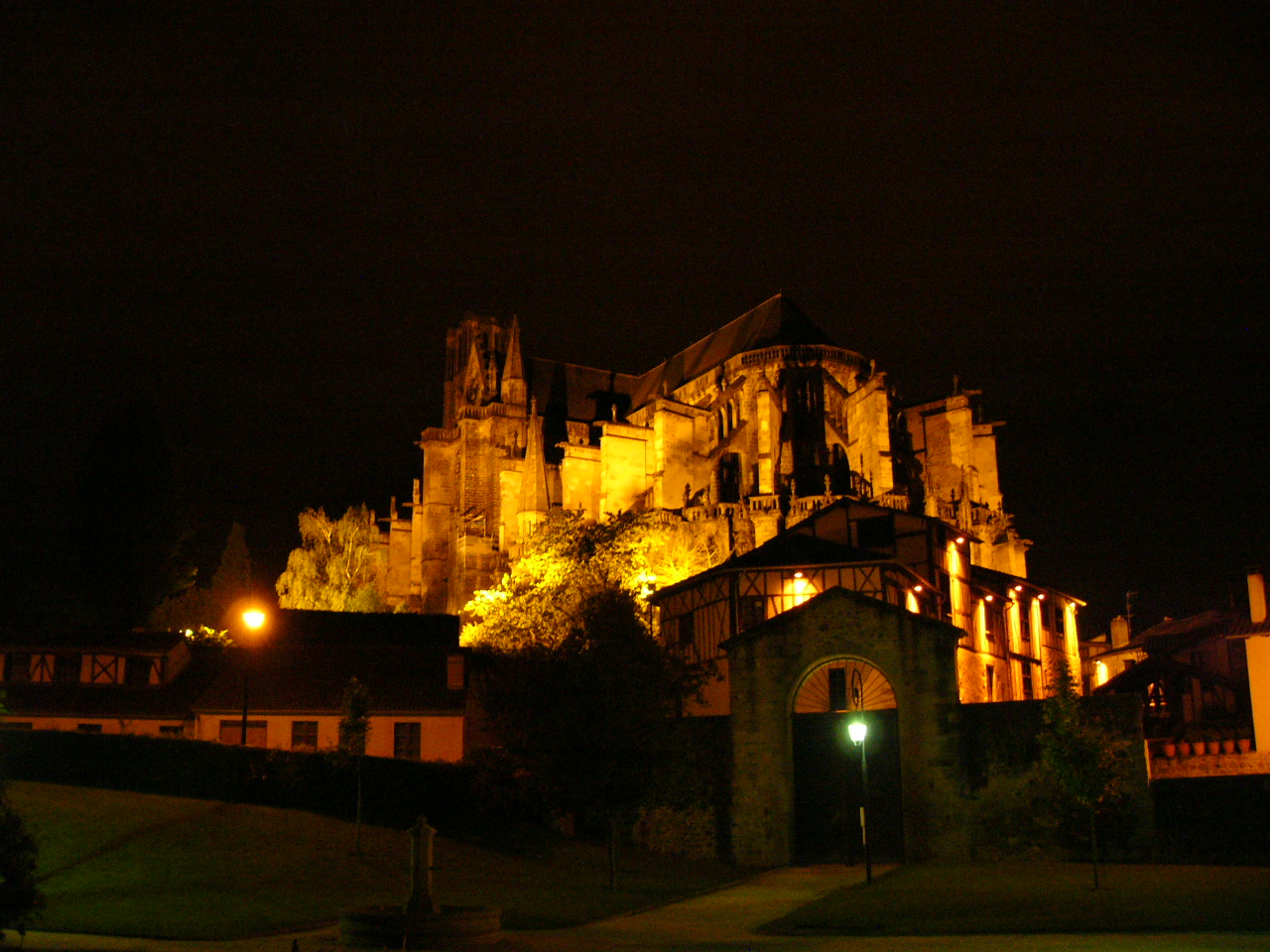
Comment éclairer mieux, en consommant moins d'électricité, de haut en bas et non de bas en haut ? À quelle heure et en quelles saisons interrompre l'éclairage pour protéger la faune nocturne ? Ce sont des questions environnementales auxquelles le Plan lumière devrait répondre.

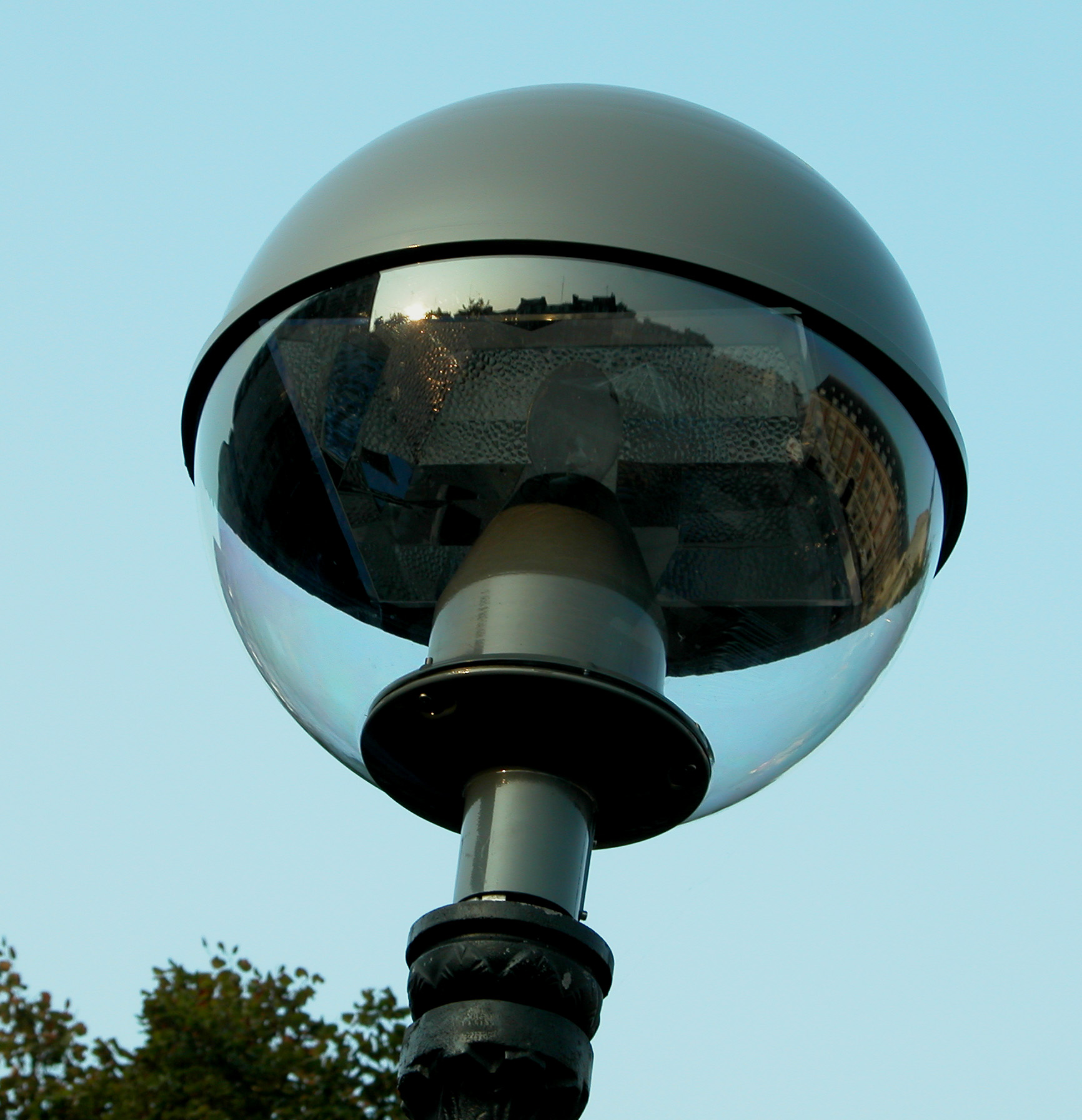
De nouveaux modèles de lampes-boule, bafflés, sont apparus dans les années 2000, avec une efficacité énergétique très améliorée et un moindre impact vis-à-vis du halo lumineux.

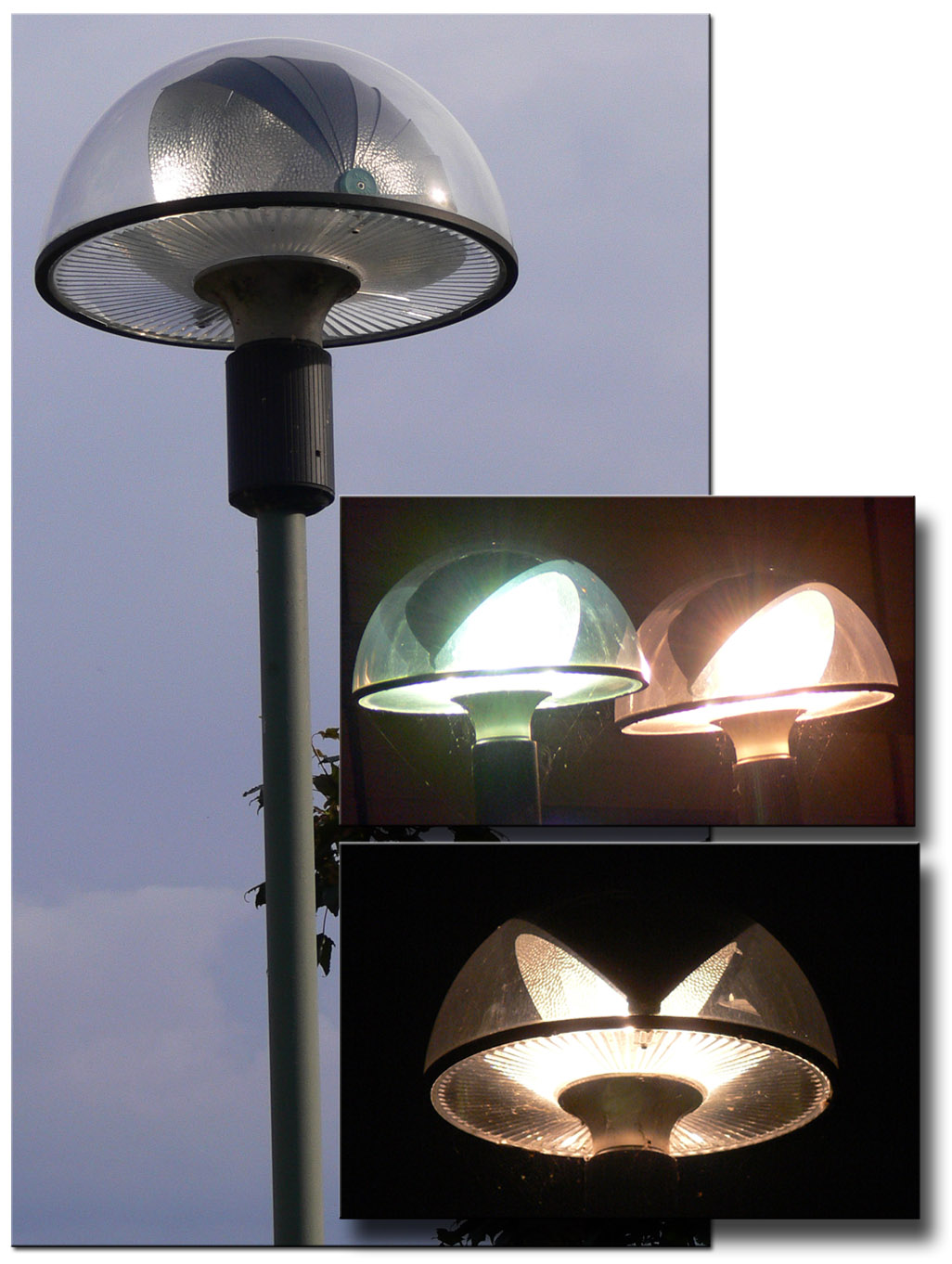
Modèle récent à réflecteur mobile et adaptable, idéal pour limiter l'intrusion lumineuse et mieux cibler l'éclairage, mais qui attire et piège quand même les insectes si équipé de lampes trop puissantes et éclairant en lumière blanche.

Un « plan lumière » est un plan d’organisation et de mise en place de l’éclairage d’un site touristique, d'un territoire urbanisé - quartiers, villages, villes, métropoles… - ou d’une zone d’activité (culturelle, récréative, commerciale, industrielle). 
Ses objectifs sont à la fois :
- urbanistiques : accessibilité et lisibilité des espaces publics ou semi-publics, sentiment de sécurité, cohérence avec les réseaux de circulation, structuration générale du territoire…
- scénographiques : mise en scène d'espaces, définition de critères esthétiques, de mobiliers, de teintes de lumière…
- économiques : gestion du coût d'investissement et de fonctionnement, programmation d'économies d'énergie et de la rotation du parc d'éclairage…
- et environnementaux :  réduction de la pollution lumineuse, protection nocturne des biotopes, empreinte écologique du système d'éclairage global, recyclage des sources et composants…

La mise en place d'un plan lumière par les décideurs politiques vise habituellement à produire un système global et cohérent d'éclairage, avec des investissements planifiés dans l'espace et dans le temps, et constitue parfois une réponse au développement anarchique de l'éclairage. Les dépenses d’investissement dans le mobilier urbain d’éclairage font partie des dépenses des communes engagées pour 20 à 30 ans. Par rapport à une situation préexistante, un plan lumière peut générer d'importantes économies d'énergie.
Plus rarement, il peut s’agir de l'éclairage de paysage ou « monuments naturels » (option très contestée et éventuellement illégale en raison des dégâts induits par l'éclairage artificiel sur les espèces protégées par la loi, notamment les oiseaux nocturnes, les chauve-souris ou les amphibiens et insectes typiquement nocturnes, qui trouvent souvent dans ces milieux quelques-uns de leurs derniers refuges).
Les plans lumière sont conçus par des ingénieurs énergéticiens, ou électriciens, des éclairagistes, des scénographes, des urbanistes ; on parle aussi d'architectes-lumière, ou de concepteurs-lumière.

## Élaboration
Il n'existe pas de définition normée ou légale d'un plan-lumière, et selon les pays ou les cas, leurs contenus sont très variés. Dans une approche de développement soutenable et de HQE (Haute Qualité Environnementale) et si l'on s'inspire des éléments de formation et d'information disponibles auprès des administrations et des ONG qui se sont intéressées aux aspects énergétiques, sécuritaires et environnementaux, voire sanitaires de l'éclairage nocturne, on peut toutefois établir des éléments qu’un « bon » plan-lumière devrait au moins comporter.

### Phases possibles

#### Analyse de l’existant
Il s’agit d'appuyer et justifier le plan par un bilan technique complet et préalable, quantitatif et qualitatif (forces/faiblesses), honnête de l'éclairage existant. 
Ce bilan doit être précisément documenté et comprendre l’état du parc luminaire (à renouveler à quelle échéance ? adaptable ou condamné à être changé au gré des modes ? avec quels besoins d’entretien, d’assurances ? quels coûts de fonctionnement ? nombre de sources et supports ? puissances ? état ? efficience ? etc. Ce bilan devrait aussi comprendre un bilan des « pertes » : 
1. pertes d’énergie électrique (ou lumineuses dans le cas de fibres optiques), par exemple à la suite de défauts de câblage, de connectique, dysfonctionnement d’horloges ou armoires électriques mal entretenues.
2. pertes liées aux flux mal orientés de lumière (qui contribuent au halo produit par la lumière diffusée au-delà de sa cible). Ces pertes sont illustrées par des photos au sol, des mesures de fond de ciel, des imageries satellitaires ou extraites de cartes de modélisation, et idéalement par des photographies aériennes datées, prises par nuit claire et sèche et/ou brumeuse. Un opérateur de thermographie aérienne a aussi développé des outils de cartographie de la pollution lumineuse. D'autres acteurs ont développé des modèles (ex : Modèle Thotpro de Licorness, croisant les statistiques ADEME et INSEE) permettant d'optimiser l'éclairage public tout en diminuant la pollution lumineuse[3].

Ce bilan doit aussi intégrer tous les éclairages extérieurs à la zone considérée qui contribuent à la luminance des zones connexes. Il peut aboutir à des propositions qui peuvent être traduites en un cahier des charges pour la préparation d'un Plan-lumière. Il est souhaitable que le service ou bureau d’étude chargé de cette phase préalable soit complètement indépendant de celui qui construira le projet technique et des vendeurs d’énergie ou de matériel, et donc que cette étude soit une première phase, qui pourrait d'ailleurs éventuellement conclure à l'absence de nécessité d’un plan lumière.

#### Identification préalable des réseaux d’acteurs concernés
Cette liste inclut les acteurs concernés par les nuisances potentielles ou la pollution lumineuse, parmi lesquels figurent au moins les astronomes, écologues, médecins spécialisés, techniciens de l’éclairage, communicants, riverains exposés au phénomène d'éclairage intrusif, etc. Le commanditaire devrait veiller à ce qu’ils puissent s’exprimer librement et s’appuyer sur une expertise indépendante tant que de besoin. Il est utile d’informer honnêtement et de former ces acteurs et les autres usagers sur les coûts et bénéfices apportés par les différentes solutions d’éclairage et sur la manière dont ils peuvent individuellement et collectivement contribuer à réduire le gaspillage et la pollution lumineuse. 

#### Analyse préalable des besoins de sécurité
Cette phase doit être conduite en se gardant des approches uniquement subjectives 
- Ex 1 : Éclairer « plus » une route ou un pont est parfois accidentogène (encouragement à la vitesse, sous-estimation des effets de la fatigue visuelle et de l’éblouissement. Les dispositifs de ralentisseurs, de protection des piétons et cyclistes, ou les dispositifs rétro-réfléchissants ou encore l’asservissement des éclairages peuvent être plus efficaces et moins coûteux que des lampadaires). La diminution progressive de l’intensité lumineuse peut induire le ralentissement. Un passage piétons, un carrefour, dont l’éclairage est isolé, sont mieux perçus que noyés dans un halo lumineux continu.

- Ex 2 : Contrairement aux idées reçues, suréclairer les centres-villes ou des lisières villes/campagnes ou villes/nature n’améliore pas nécessairement la sécurité. Les centres tardivement illuminés favorisent les rassemblements nocturnes et la consommation tardive d’alcool qui génèrent les actes de violence les plus graves, et secondairement nombre d’accidents de circulation.

Des éclairages déclenchés par l’intrusion ou l’approche d’une personne ou d’un véhicule sont plus dissuasifs et plus efficaces contre les cambriolages et pour la surveillance. Dans tous les cas, éclairer le ciel n’a pas d’intérêt pour la sécurité, et peut gêner certaines interventions de secours aériens.

#### Analyse de la variation spatiale et/ou saisonnière des besoins
Par exemple, une station balnéaire ne nécessite pas d’illumination hors saison (c’est au printemps et en automne que les impacts pour les oiseaux sont importants). Brouillard, neige, pluies ou verglas impliquent des éclairages puissants aux carrefours/ronds-points. Par nuit claire et sans vent, le même éclairage est éblouissant. Il peut être réduit. Les monuments ne doivent pas être puissamment éclairés toute la nuit, ni sur toutes leurs faces, ni même après 22 ou 23 heures hors saison touristique.

#### Analyse préalable des besoins d'image et de «mise en valeur»
La qualité prime sur la quantité : Mettre « en valeur » quoi ? Quand ? Comment ? Pour qui ? Pourquoi ? Irréversiblement ?[réf. nécessaire] Avec quelle acceptabilité des impacts secondaires ? Quelle éthique ?
Analyse des besoins liés à la publicité commerciale, à l’image. Comment éviter la surenchère ? Doit-on, peut-on, veut-on illuminer puissamment des enseignes commerciales à 4 h du matin ? les quais, les gares et entrepôts ou les parkings et supermarchés vides ? Attention aussi aux enseignes (lumineuses ou suréclairées) qui peuvent détourner l’attention des conducteurs.

#### Analyse coûts/avantages des variantes et alternatives
Cette phase doit intégrer tous les coûts de fonctionnement, avec justification documentée des choix, sur les aspects économie, consommation, sécurité, durabilité, sensibilité au vandalisme, spectres et puissances, sensibilité des objets éclairés (justifiant par exemple un choix entre fibre optique et sources chaudes), aspects socio-sanitaires et environnementaux (impacts directs et indirects sur les riverains, la faune, la flore et les écosystèmes) en fonction du contexte (impact de l’air salin, présence effective ou potentielle, permanente ou ponctuelle d’espèces sensibles à la lumière, vent, contexte architectural, risque industriel et nucléaire, sécurité, gestion des déchets (spéciaux ou toxiques) liés aux lampes ou systèmes électriques ou électroniques en fin de vie, contribution à l’empreinte écologique ou aux modifications climatiques, lutte contre l'effet de serre, etc.). Un guide suisse peut aider les responsables à choisir des solutions efficaces et moins nuisantes pour l'environnement.

### Indicateurs de suivi
Les indicateurs de suivi, déterminés en fonction des objectifs initiaux et du contexte, peuvent par exemple concerner :
- la sécurité routière, la sécurité des biens et des personnes,
- les politiques d’image, à rendre « soutenables », i.e. compatibles avec le long terme, la qualité de vie, la sécurité, l’environnement nocturne, et intégrant écobilans et économies d’énergie,
- les aspects qualitatifs et quantitatifs (quelle puissance, pour quelles raisons, à quels moments précis, en tenant compte des variabilités saisonnières ?),
- la pollution lumineuse, l’intrusion lumineuse, la formation et sensibilisation des riverains et usagers, etc.

## Intérêt économique des plans lumière
Ces plans nécessitent et entraînent une professionnalisation accrue du secteur de l'éclairage afin d'y valoriser les techniques et matériels les plus sobres et efficients et le cas échéant les alternatives (gradation, télégestion, couplage à détection de présence, dispositifs rétroréfléchissants, leds, fibre optique, alimentation photovoltaïque pour des luminaires à leds notamment s'ils sont isolés…) aux solutions classiques. 
Ces plans ont un coût de réalisation et de mise en œuvre, mais selon l'ADEME , s'ils intègrent les principes de sobriété et les meilleures techniques, ils permettent par ailleurs d'économiser beaucoup (de 35 à 50 %, voire plus) d'électricité à confort d'éclairage et à sécurité égale avec du matériel, des horaires, un usage et un entretien adéquat de l'éclairage public.
Un plan lumière qui intègre une stratégie d'économie d'énergie doit pouvoir être rapidement rentabilisé. La rénovation du parc ancien installé (75 % des réseaux seraient de ce point de vue à restaurer ou à renouveler en France[réf. nécessaire]) permettrait d'importantes économies d'énergie, lesquelles peuvent être utilisées pour poursuivre des investissements d'économies d'énergie, via ou non un plan-lumière encore plus économe par rapport à la situation existante. L'AFE cite l'exemple d'une simple rénovation en remplaçant des lampes classiques par des SHP (Sodium Haute Pression) dans des luminaires fermés (pas de changement de mâts ni d'implantation ni de hauteur) ; il permet une économie d’énergie de 57 % et fournit encore après deux ans d’exploitation (et avant le remplacement des lampes) 75 % de lumière en plus. Une économie supplémentaire de 25 % peut être obtenue au moyen du couplage des lampadaires à une horloge astronomique et à un variateur de puissance (qui par exemple diminue l'intensité de l'éclairage de 23h à 5h du matin)
Les collectivités disposent là d'un gisement d'économies qu'elles sous-estiment. Ainsi, en 2000, en France, les communes n'estimaient pouvoir économiser qu'environ 10 % de leur consommation liée à l'éclairage public, alors qu'elles consacraient en moyenne 22 % de leurs dépenses en énergies à l'éclairage public (0,4 milliard d'€ pour 5,3 TWh) ; c'était le second poste après le chauffage/éclairage des bâtiments qui absorbe 65 % des dépenses (1,18 milliard d'€ TTC), et avant les carburants (13 % correspondant à 0,23 milliard d'€), et il est en France en augmentation régulière (15 % des dépenses communales en énergie en 1995, 17 % en 2000 et 18 % en 2005). Cette dérive n’existe pas dans d’autres pays proches, l’Allemagne par exemple ne consacrait au début des années 2000 qu'environ 43 kWh par habitant et par an à l'éclairage public qui y est jugé très performant ; à comparer aux 92 kWh/hbt/an en France où 8,3 millions de points lumineux consomment en moyenne 160 W par point. 
Des mesures simples, tels que le diagnostic des armoires électriques et réseaux d'éclairages, en respectant un cahier des charges minimal (donnant droit à subvention dans certains pays, par exemple de l'ADEME en France) ou la pose d'une cellule photoélectrique permettant de couper l'éclairage quand la luminosité naturelle est suffisante, ou d'autres systèmes de régulation en fonction des besoins réels, l'utilisation de lampes basse consommation et de luminaires plus performants permettraient d'importantes économies. Le total des coûts de l'électricité pour l’éclairage public était évalué pour 2005 à environ 1 200 mégawatts, soit environ une tranche nucléaire de centrale récente (et une consommation annuelle environ 5 TWh, (correspondant à 590 000 tonnes de CO2 par an). 
Par exemple, en moins de 2 ans, la ville de Lille avait début 2006 déjà économisé 35 % de ses factures d’électricité pour une qualité d’éclairage et un confort accrus, et elle n’était qu’au début de son plan visant l’amélioration qualitative de l’éclairage. Le cahier des charges du nouveau marché de l’éclairage public de la ville garantit une réduction de 42 % des consommations d’énergie, et d’ici 2010, « 25 % d’approvisionnement en électricité sera de source renouvelable ». Avec une approche d’amélioration continue, cette ville réinvestit les économies faites à l’année N  pour financer l’installation de matériels plus efficients à l’année N+1 .

## Conditions de réussite

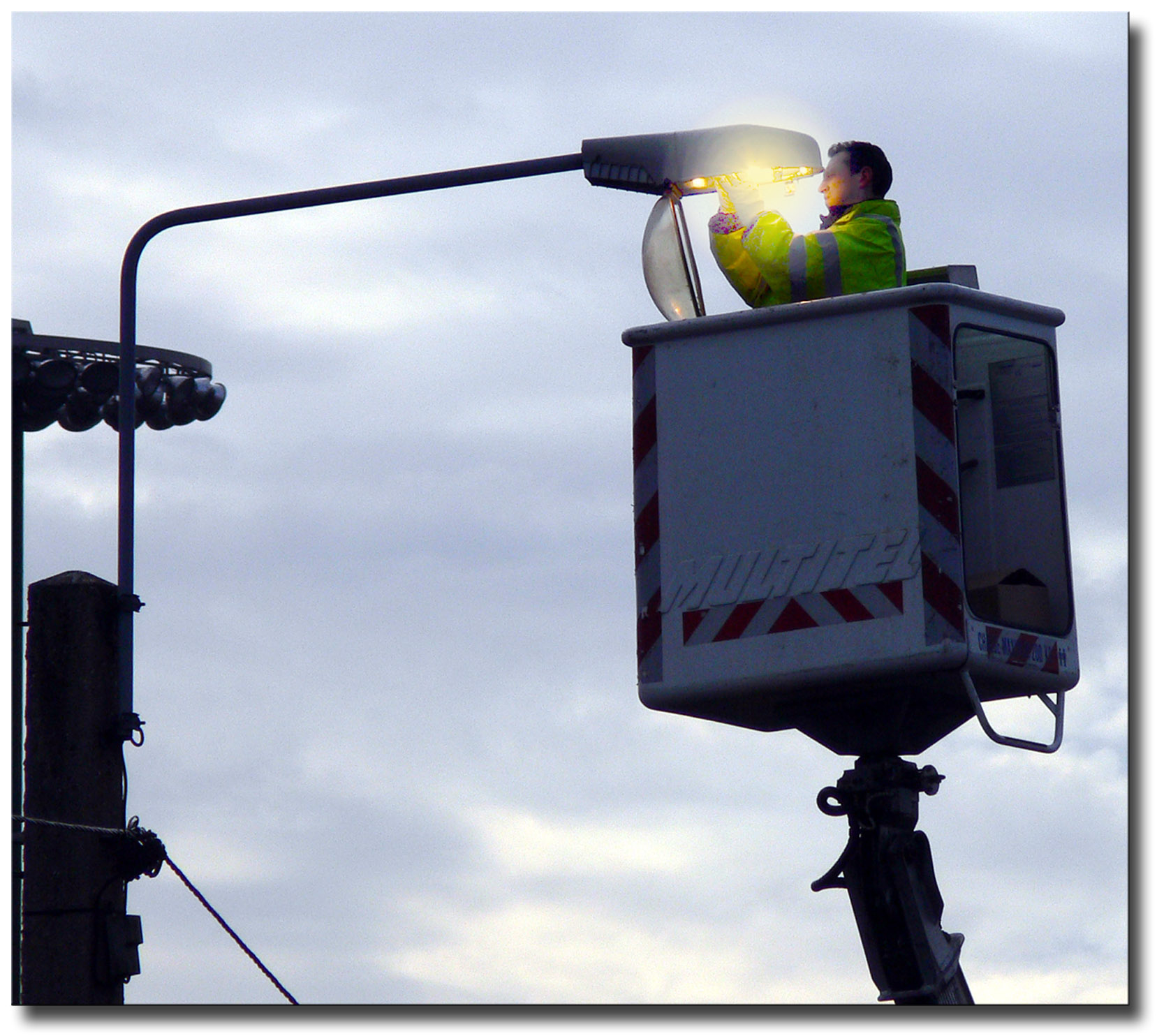
Entretien d'un luminaire.

Un bon plan-lumière devrait être coconstruit avec les citoyens, par exemple dans le cadre d'un Agenda 21 en prenant le temps de bien les renseigner sur les coûts, nuisances et la pollution lumineuse que l'éclairage artificiel peut générer.
Une double approche  Investissement et Gestion (fonctionnement) est souhaitable pour tous les thèmes développés ci-dessus, car des coûts de fonctionnement et d'entretien souvent mal évalués en amont s'avèrent ensuite poser des problèmes durables et coûteux aux collectivités.
À titre d'exemple, le nettoyage des verres et le changement d'ampoule sont une nécessité. Mais ils peuvent être fastidieux et coûteux en raison de la présence de fils électriques, obstacles, véhicules mal garés, etc. Dans les rues fréquentées ou étroites, deux voire trois ou quatre personnes sont nécessaires pour assurer la sécurité et ne pas trop perturber la circulation. À proximité des zones de pollution de l'air, sous les arbres ou à proximité de l'eau, les luminaires se salissent plus vite. Les fabricants cherchent à produire des formes et des matériaux plus « autonettoyants », mais il est parfois difficile d'anticiper leur vieillissement. Dans certaines villes allemandes, on profite de ce type d'opération pour - à la demande des riverains - ajouter un cache (peinture noire) dans le luminaire de manière à limiter l'intrusion de lumière non désirée dans leur domicile,[réf. souhaitée]. Des quartiers (par ex. à Lille) ou des campus (par ex. Cantorbéry) peuvent être équipés dans un premier temps pour servir de vitrine et de test[réf. souhaitée].
Il convient aussi de prévoir une augmentation logique et probable des coûts de l'énergie électrique, et inversement une diminution des coûts d'achat des leds ou d'autres technologies efficientes, propres ou sûres.

## Intérêts d'un plan lumière

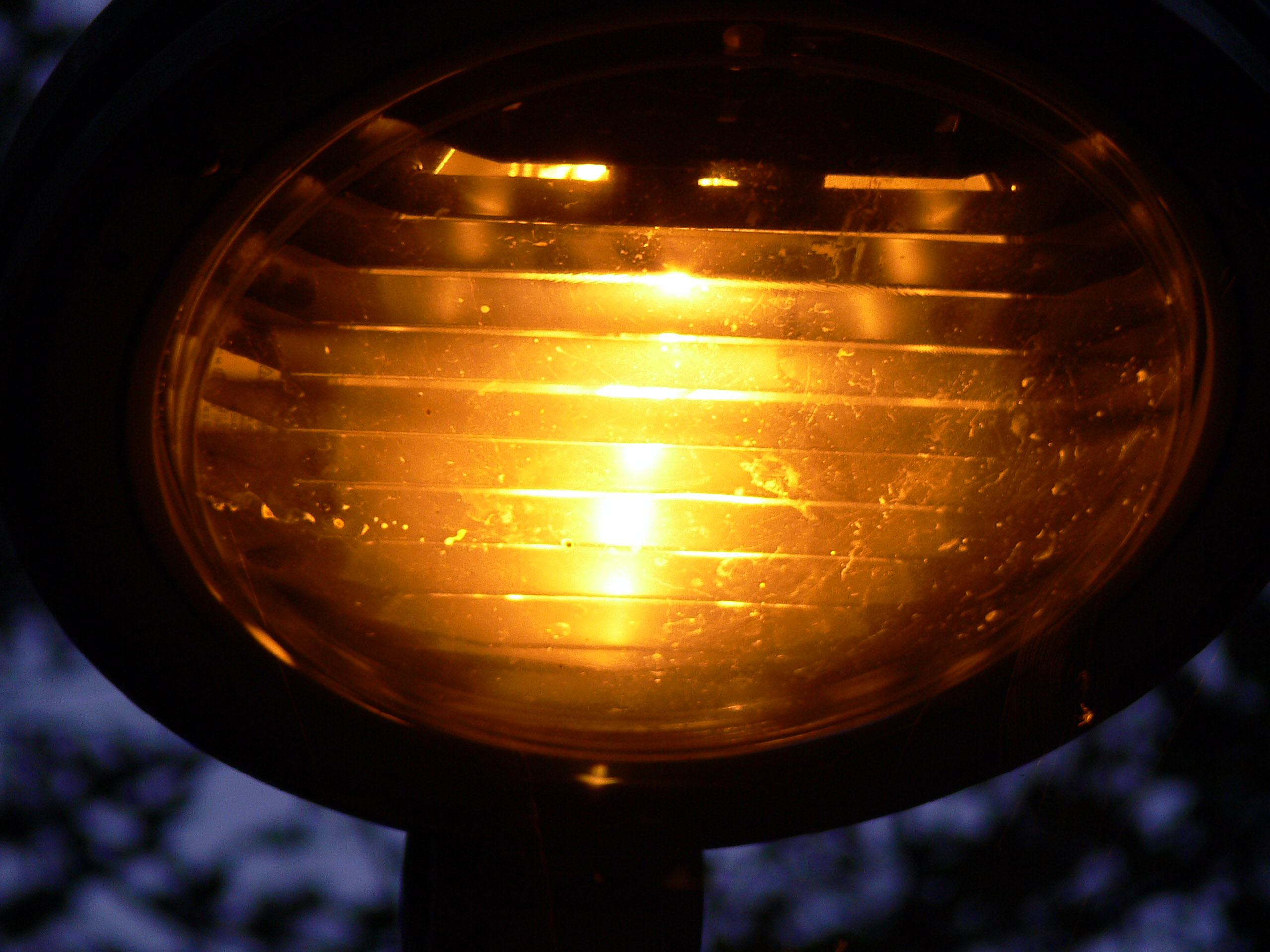
un bafflage enveloppant et une structure interne guidant mieux la lumière vers sa cible limitent l'éblouissement. Une lampe émettant dans le jaune est également réputé permettre outre d'encore moins éblouir, d'également moins attirer les insectes et moins perturber la faune nocturne.

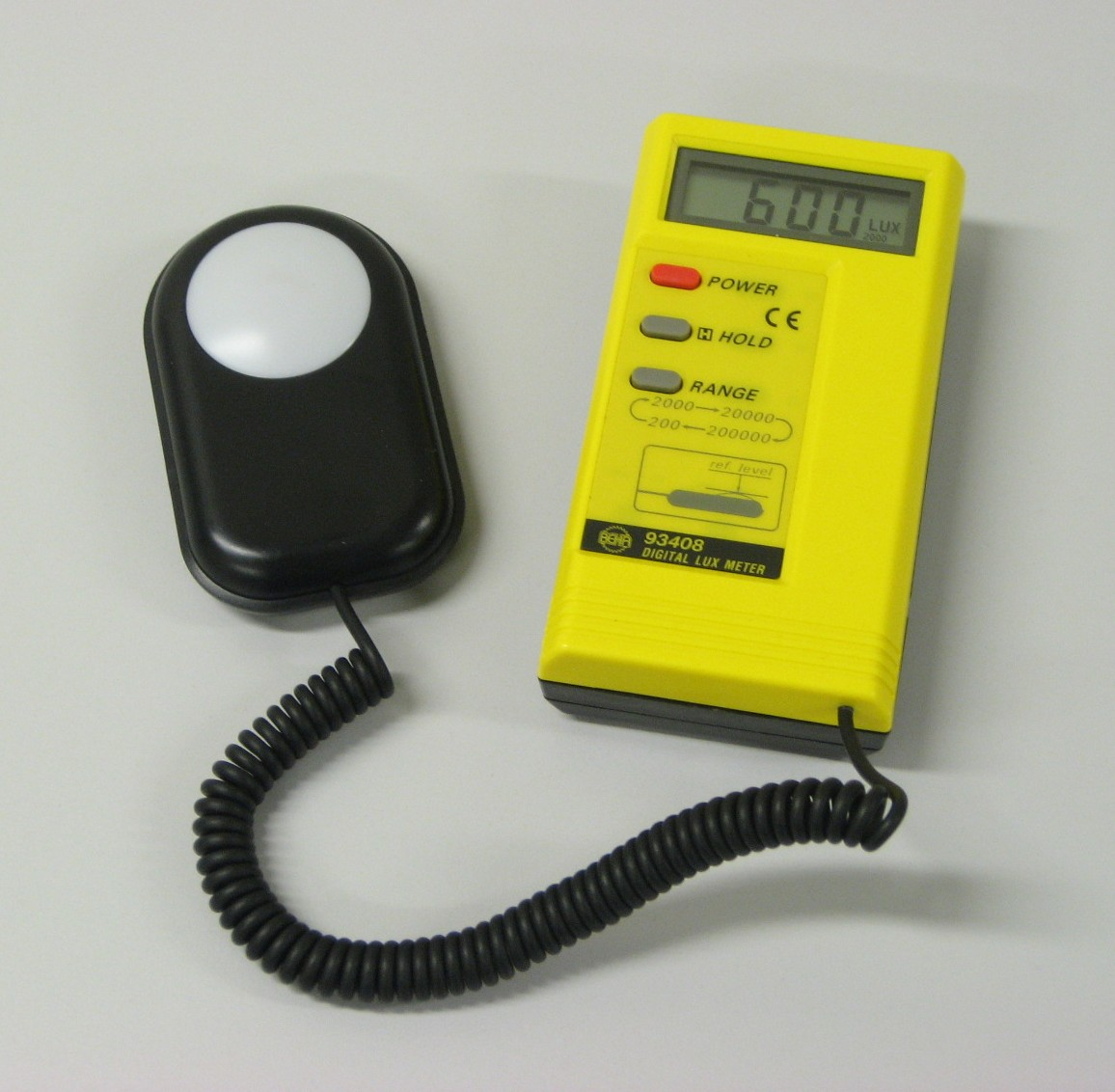
Le luxmètre permet une mesure de la lumière réellement reçue en un point donné.

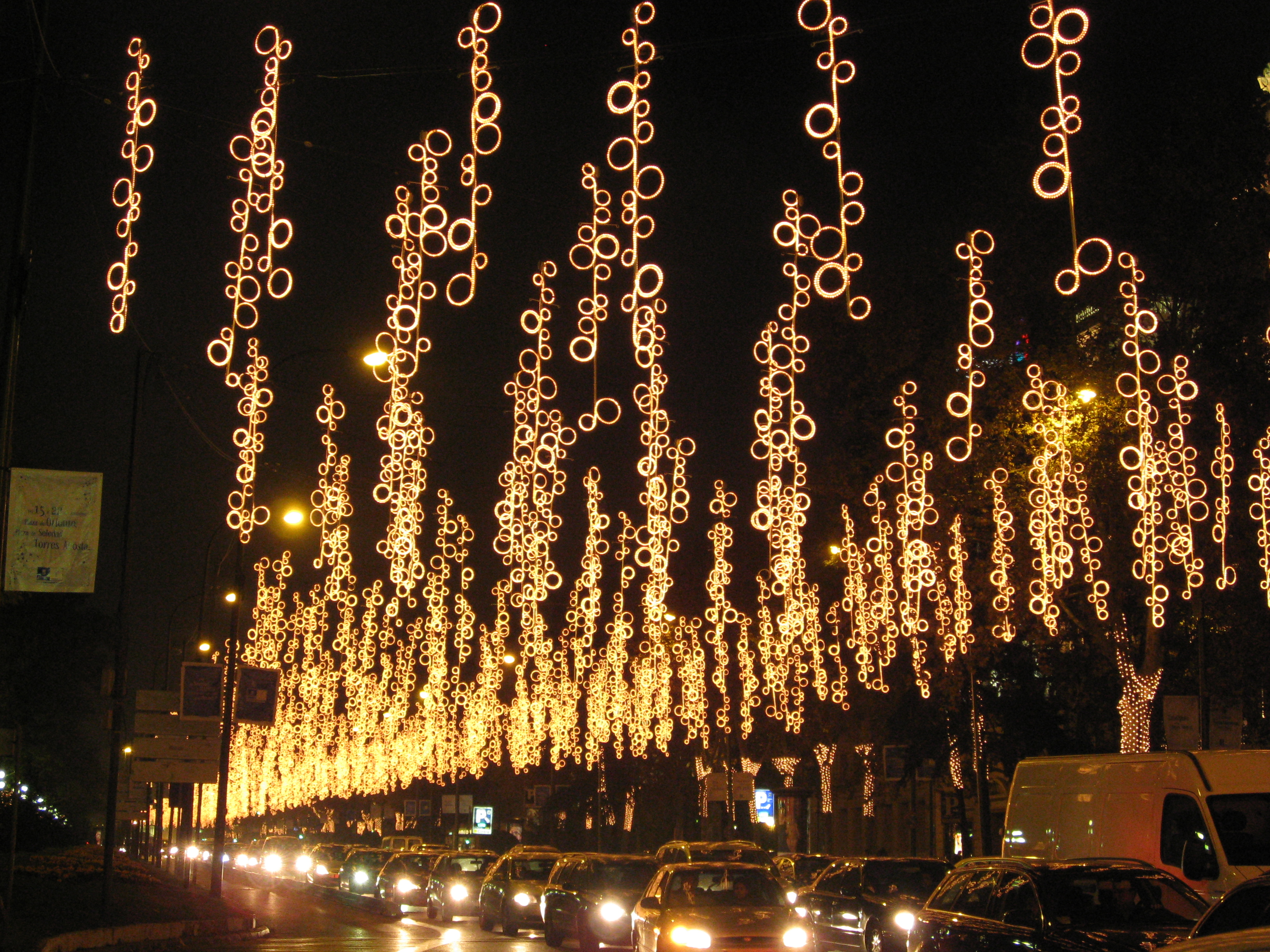
La question des économies d'énergie concerne aussi les éclairages de Noël (ici en Espagne, à Madrid), période de plus forte demande en électricité dans l'année.

Son intérêt est double ; améliorer l'environnement, le confort d'usage et la sécurité, tout en diminuant les dépenses énergétiques. 
Le plan peut aussi être un outil réglementaire local contre les nuisances, les troubles et les atteintes au cadre de vie générés par les publicités lumineuses, les projecteurs à faisceaux mouvants et de manière générale tous les dispositifs préjudiciables à la qualité et à l'équilibre de l'environnement nocturne ou favorisant la lumière intrusive.

### Pour la lutte contre les nuisances lumineuses
Un plan-lumière peut par exemple recommander : 
- des halos lumineux diminués de 30 à 70 % selon qu'ils soient faibles ou importants et dans la mesure où leur source est bien dans le périmètre d'étude et de travail;
- de limiter l'intrusion lumineuse chez les riverains, par un positionnement et un choix de hauteur plus judicieux des luminaires, et l'utilisation de caches ou bafflages particuliers, y compris pour les installations sportives[14].
- Un projet à plus long terme peut concerner la capacité de réflexion des surfaces éclairées (luminance)] qui contribue aussi au halo.

### Pour les économies d'énergie
- Bannir les lampes gaspillant l’énergie et à faible durée de vie, ou émettant dans l’ultraviolet, les lampadaires-boules, les lasers, les canons à lumière, et de manière générale toutes les sources mal fixées et/ou éclairant de bas en haut ou n’éclairant pas exclusivement des éléments d’architecture.
- Asservir à la présence humaine les éclairages de sécurité/alarme et/ou susceptibles d’éclairer les berges, l’eau ou des zones humides, et limiter les effets « clignotants » aux fonctions de sécurité (cf. gêne/fatigue/déclenchement de crises d’épilepsie),
- Les lampes basse consommation, à Leds notamment, pour les feux tricolores existent aussi. Elles ont permis des économies significatives et ont une très longue durée de vie. Les Leds et la fibre optique offrent des solutions nouvelles. L'alimentation solaire va sans doute également se développer.

### Pour la santé?
En réduisant le « halo » et l'intrusion lumineuse en diminuant la lumière inutilement perdue vers le ciel et à l'horizontale, source par ailleurs d’impacts vraisemblables pour la santé (trouble du sommeil, perturbation hormonale).

### Pour mieux protéger les espèces animales
- Protéger l'environnement nocturne : Pour les monuments ou éléments du paysage susceptibles d’abriter des espèces sensibles (chauves-souris, rapaces nocturnes, oiseaux cavernicoles et papillons de nuit en particulier), conserver des zones d’ombre et des Corridors biologiques de noir.

## Enjeux sociétaux
La pollution visuelle induite par la surabondance de lumière illumine la voûte céleste, cela dérègle le rythme circadien de la faune. Chez l’homme cela peut engendrer des troubles du sommeil. Mettre en œuvre un plan lumière impacte le plan sanitaire. Toutefois, la genèse de l’éclairage s’est retrouvée historiquement dans le prolongement nocturne des activités économiques et la baisse de la criminalité. Plus tard,  de nouveaux enjeux nécessitant un éclairage non chaotique dans leur développement voient le jour.
L'objectif est désormais de limiter la consommation énergétique, protéger la biodiversité ou encore sublimer l’architecture et développer le tourisme. 
La combinaison de tous ces thèmes est le cœur des politiques d’éclairage actuelles dont on voit les prémices il y a une trentaine d’années et auxquelles le public commence à se sensibiliser depuis 10 ans.

## Seuils et limites volontaires de consommation énergétique
Les cahiers des charges peuvent limiter la puissance des lampes, ou le nombre de lux (pour la protection de l’Environnement nocturne). Ils peuvent aussi imposer un certain type de luminaire et de spectre (bafflage minimal de la lampe, spectre sans UV et plutôt dans le jaune par ex), et/ou aussi privilégier une limite en Puissance Électrique Spécifique (PES) en fixant des limites et valeurs cibles en matière de consommation énergétique par mètre (ou kilomètre) de voirie. 
Ainsi, en Suisse, pour des voies larges de moins de 10 mètres, la valeur cible de la SAFE est de 2 kW/km, avec un plafond de 3 kW/km (4 à 6 kW/km pour les voies d'une largeur de plus de 10 m).
À titre d'exemple, en France, un diagnostic du réseau d’éclairage public (EP) comprenant 910 points lumineux à Orgeval (78) a donné fin 2006 une PES de 3 à 13 kilowatts/km, selon les voies, indiquant un gaspillage d'énergie par suréclairement. Mais depuis 2001, les PES après rénovation du réseau sont descendues à 3 à 4 kW/km, le seuil de 3 kW/km devenant la règle pour les rénovations/réalisations futures (communales et privées). Ce niveau peut être atteint par la baisse de puissance (matériels efficients) et l'écartement et le positionnement des luminaires et l’absence de fuites de courant.

## Législation
Dans la plupart des pays, ces plans n'ont pas ou peu de cadre légal, de cahier des charges minimal.
Quelques villes (ex. : Tucson, USA), quelques pays (Tchéquie, Royaume-Ini…) ou régions (régions italiennes) ont émis des lois ou prescriptions cadrant l'éclairage pour limiter les impacts sur l'observation astronomique et l'environnement nocturne. 
Le Royaume-Uni a produit en 2006 une loi incluant les impacts sur la santé, dans le cadre d'un texte plus général sur les nuisances lumineuses.
En 2006, un projet de loi est en préparation mais n'a pas réuni un nombre suffisant de signatures pour être étudié au parlement.

## Critiques de certains plans-lumière
Certains plans-lumière sont critiqués non pour leur résultat esthétique, mais pour la pollution lumineuse qu'ils génèrent, pour leur contribution à la dégradation du paysage nocturne, ainsi que pour les nuisances lumineuses qu'ils imposent aux astronomes amateurs et professionnels et aux citoyens. D'autre part leur généralisation et leur permanence dans le temps tend à les banaliser ; les effets de lumière surprennent de moins en moins, ce qui encourage des éclairages de plus en plus colorés ou violents qui sont imposés à ceux qui voudraient jouir de la simple beauté du ciel nocturne et pouvoir dormir au rythme du coucher et lever du soleil, sans devoir subir la lumière intrusive des éclairages décoratifs, ou de sécurité mal orientés.

## Formations
Les plans-lumière sont conçus par des ingénieurs énergéticiens, électriciens et/ou éclairagistes ; on parle aussi d'architectes-lumière, ou de concepteurs-lumière (nouveaux métiers, issus du savoir-faire des techniciens ou ingénieurs responsables de l’éclairage de mise en scène (théâtres, opéras, manifestations nocturnes).
Apparition récente de formations d’éclairagistes ou sur le thème de la gestion rationnelle de l’éclairage. Les ingénieurs écologues ou de l’équipement ou de grandes écoles, ou les éclairagistes commencent à jouir d’une offre de formation sur le thème de la pollution lumineuse, généralement sous forme de modules de 2 à 4 heures, associée avec d’autres modules sur le thème de la gestion efficiente de l’énergie et la gestion des déchets liés à l’éclairage. Depuis 7 ans existe à Lyon une licence professionnelle « conception et management en éclairage » formant aussi bien des techniciens que des architectes à la conception lumière que ce soit sur le plan artistique, technique ou écologique en milieu urbain ou intérieur. Les ONG et notamment l’IDA (International Darksky Association) dans le monde, et l’ANPCEN en France ont également contribué à sensibiliser de nombreux acteurs via des conférences, formations publications et éléments mis à disposition via l’Internet.

## Exemples
Selon Bertrand Delanoë, la nouvelle politique d’éclairage public a permis à Paris, de 2001 à 2009 «une réduction de 8 % de la consommation». La ville doit gérer 109 138 points lumineux en surface, 14 675 en souterrain, des milliers de caissons de noms de rues ou n° d'immeubles éclairés, et 142057 lampes sur candélabres, appliques ou galerie d'éclairage sur le périphérique. L'éclairage de la cathédrale Notre-Dame de Paris est passé de 54 000 watts à 9 000 watts.